# Ваутерс, Йозеф
Йозеф Ваутерс (нидерл. Joseph Wauters; 19 февраля 1906, коммуна Берсел, провинция Фламандский Брабант, Бельгия — 8 августа 1975, коммуна Берсел, провинция Фламандский Брабант, Бельгия) — бельгийский профессиональный шоссейный велогонщик в 1926—1932 годах.  Двукратный чемпион Бельгии в групповой гонке (1929, 1930). Победитель однодневной велогонки Схелдепрейс (1929).

## Достижения
1926
1-й — Этап 1 Critérium des Aiglons
4-й Льеж — Бастонь — Льеж 
1928
7-й Париж — Тур
10-й Париж — Брюссель
1929
1-й  Чемпион Бельгии — Групповая гонка
1-й Critérium des Aiglons — Генеральная классификация
1-й — Этапы 1 и 2
1-й Схелдепрейс
1-й Париж — Лилль
1930
1-й  Чемпион Бельгии — Групповая гонка
2-й Схелдепрейс
2-й Шесть дней Брюсселя (трек)
1931
1-й — Этапы 1 и 3 Тур Германии
2-й Париж — Лилль